# Roberto Recaredo Soriano Pastor

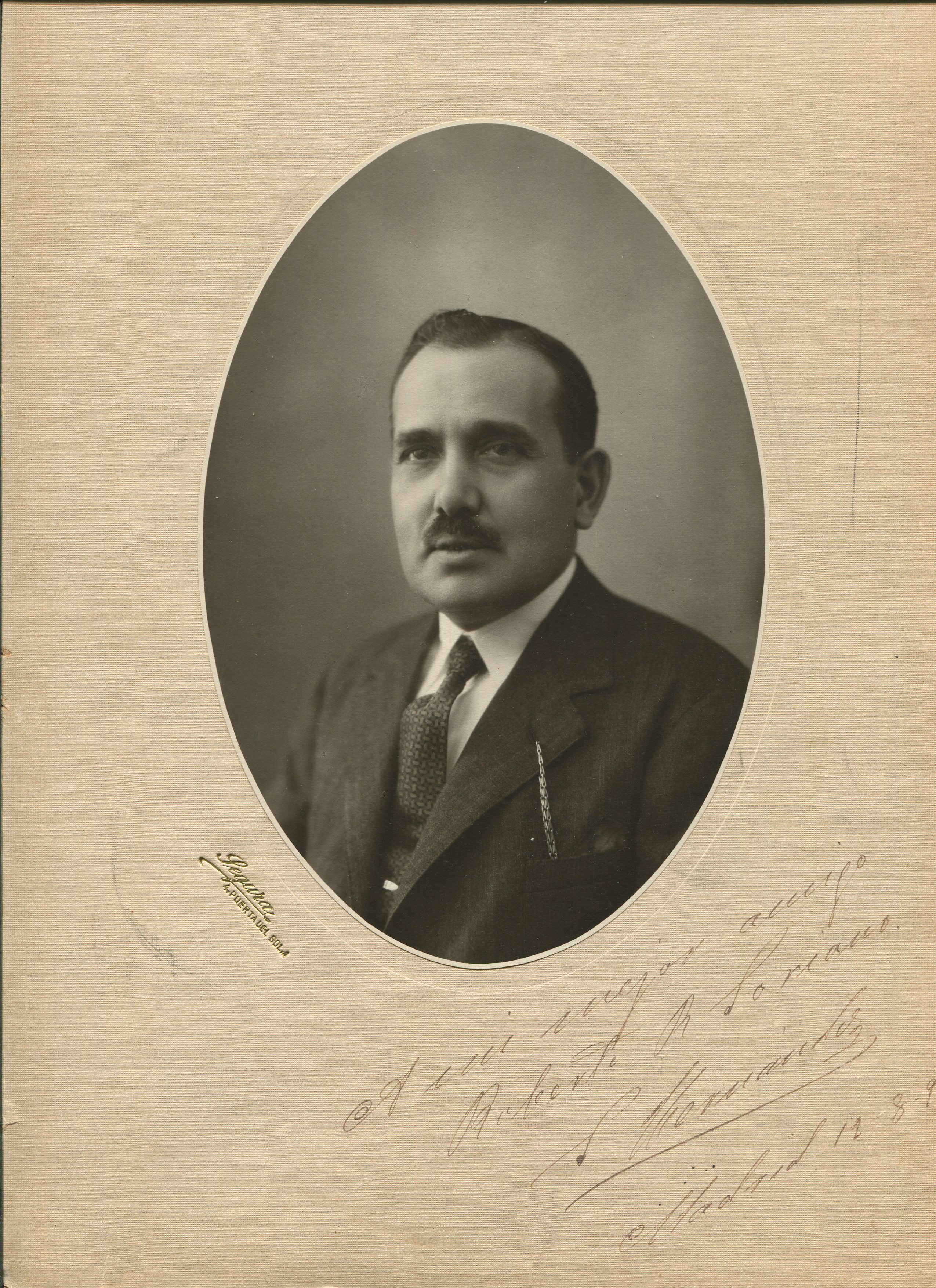
Dedicatoria: «A mi mejor amigo Roberto R. Soriano. S. Hernández — 1927».

Roberto Recaredo Soriano Pastor fue un guitarrista y profesor de música español. Nació en la capital de Aragón, Zaragoza, el 21 de marzo de 1893. Recibió numerosos premios tanto en España como Argentina. Su virtuosismo lo llevó a formar parte del diccionario del guitarrista editado por el afamado concertista Domingo Prat Marsal.

## Historia
Educóse en Madrid, donde cursó los estudios superiores de música y violín, instrumento en el que alcanzó gran dominio. Músico por temperamento y de abolengo por los Soriano, comprendió que el violín no completaba la parte armónica que él deseaba. Procuróse una guitarra, con la que acariciaba la idea de entregarse a su estudio seriamente.
Trastornos inesperados le obligaron a trasladarse a la Argentina, radicándose en Buenos Aires. Ocupaba su tiempo entre el violín, los affaires y su amistad con Andrés Segovia.
Cumplió con el deseo de estudiar guitarra: Soriano tomó su maestro, estudió, después tuvo los consejos del profesor Hilarión Leloup, y a continuación, aprovechando una corta estancia en Madrid, tomó unas lecciones de Daniel Portea; a su regreso, ingresó en la clase de perfeccionamiento de Domingo Prat.
Soriano fue un culto y delicado ejecutante; su fina espiritualidad hace que su repertorio sea lo más selecto entre las mejores obras, siendo su versión pulida e inspirada. Dictó clases de guitarra en el Conservatorio de Música Modelo que dirigió la profesora R. R. de Ávalos.
Su gusto refinado lo ha puesto en posesión de varias guitarras de alta calidad, entre ellas una muy valiosa del insigne Antonio Torres Jurado y dos preciosos ejemplares del notable luthier madrileño Santos Hernández.
Anécdota: en los años radicado en Buenos Aires, Argentina, fue un prolífico artista plástico, ubicando su atelier en un altillo del emblemático Palacio Barolo.